# Panjabi MC
Rajinder Singh Rai eller bedre kendt som Panjabi MC er en britisk indisk musiker. Han er især kendt for sit internationale hit "Mundian To Bach Ke" fra 1998.

## Diskografi
- 1993 Souled Out
- 1994 Another Sell Out
- 1995 100% Proof
- 1996 Grass Roots
- 1996 Magic Desi
- 1998 Legalised
- 2001 Dhol Jageroo Da
- 2002 Desi
- 2003 Indian Breaks
- 2003 Mundian To Bach Ke
- 2003 The Album
- 2003 Beware (USA version af The Album)
- 2005 Steel Bangle
- 2008 Indian Timing
- 2010 The Raj
- 2012 56 Districts